# سکریتسه
سکریتسه (به لاتین: Sekeřice) یک منطقهٔ مسکونی در جمهوری چک است که در شهرستان ییچین واقع شده‌است.